# Belgische verkiezingen 1932
Op zondag 27 november 1932 vonden er in België parlementsverkiezingen plaats. De volledige Kamer en Senaat werden vernieuwd.
De verkiezingen vonden plaats tijdens economische crisisjaren. De katholiek-liberale regering-Renkin II werd geconfronteerd met hoge werkloosheid, ontsporende overheidsfinanciën en stakingen waarbij de communistische partij aanhang wint. Ten laatste in mei 1933 moesten er parlementsverkiezingen plaatsvinden. In oktober 1932 neemt de ervaren Charles de Broqueville het over als regeringsleider: de regering-De Broqueville III wordt gevormd. Hij ontbindt meteen het parlement om nieuwe verkiezingen uit te schrijven.
Op 9 oktober 1932 vonden nog gemeenteraadsverkiezingen plaats waarbij de katholieke partij terrein moest prijsgeven ten voordele van de socialisten en liberalen. Om een verlies bij deze parlementsverkiezingen te vermijden speelt De Broqueville het thema van de schoolstrijd uit; een thema dat hevig speelde tijdens zijn vorige regering van 1911-1918.
Zijn tactiek werkt: de katholieken, maar ook de socialisten, gaan vooruit, terwijl de liberalen zetels verliezen. Na deze verkiezingen zetten katholieken en liberalen hun regering verder.
Het Vlaams Nationaal Verbond (VNV) van Staf de Clercq gaat licht achteruit en de communisten winnen terrein; pas bij de volgende verkiezingen in 1936 zouden de radicale partijen een echte doorbraak zien.

## Uitslagen
| Partij | Partij      | Kamer van volksvertegenwoordigers | Kamer van volksvertegenwoordigers | Kamer van volksvertegenwoordigers | Senaat    | Senaat | Senaat |
| Partij | Partij      | Stemmen                           | %                                 | Zetels                            | Stemmen   | %      | Zetels |
| ------ | ----------- | --------------------------------- | --------------------------------- | --------------------------------- | --------- | ------ | ------ |
|        | Katholieken | 856 027                           | 38,42%                            | 79                                | 893 290   | 43,95% | 42     |
|        | BWP         | 824 946                           | 37,03%                            | 73                                | 860 053   | 42,31% | 39     |
|        | Liberalen   | 313 722                           | 14,08%                            | 24                                | 339 127   | 16,69% | 11     |
|        | Frontpartij | 126 113                           | 5,66%                             | 8                                 | 119 740   | 5,89%  | 1      |
|        | KPB         | 64 522                            | 2,90%                             | 3                                 | 54 902    | 2,7%   | 0      |
|        | Overige     | 42 516                            | 1,91%                             | 0                                 | 20 256    | 1,00%  | 0      |
| Totaal | Totaal      | 2 227 867                         | 100%                              | 187                               | 2.028.197 | 100%   | 93     |

## Verkozenen
- Kamer van volksvertegenwoordigers (samenstelling 1932-1936)
- Samenstelling Belgische Senaat 1932-1936

## Regeringsvorming
De regering-De Broqueville IV werd gevormd.